# Gerrardanthus macrorhiza
Gerrardanthus macrorhiza är en gurkväxtart som beskrevs av William Henry Harvey, George Bentham och Hook. f. Gerrardanthus macrorhiza ingår i släktet Gerrardanthus och familjen gurkväxter. Inga underarter finns listade i Catalogue of Life.